# James Bagian
James Philip Bagian (Filadélfia, 22 de fevereiro de 1952) é um ex-engenheiro, médico, coronel da Força Aérea dos Estados Unidos e astronauta norte-americano, veterano de duas missões.  
Bagian realizou seu primeiro voo a bordo do Discovery na missão STS-29, que partiu do Centro Espacial John F. Kennedy em 13 de março de 1989. O principal objetivo desta missão era colocar em órbita o Tracking and Data Relay Satellite, satélite responsável pela transmissão de comunicação entre os ônibus espaciais, em órbita, com o Centro Espacial Lyndon B. Johnson. Participou também do voo do Columbia na missão STS-40, em junho de 1991, que transportou o Spacelab, na primeira dedicada somente às ciências biológicas, utilizando o módulo habitável.
Bagian deixou a NASA em 1995. 